# 80 років Полтавській області (монета)
«80 ро́ків Полта́вській о́бласті» — ювілейна монета номіналом 5 гривень, випущена Національним банком України, присвячена індустріально-аграрному краю, розташованому у Середньому Подніпров'ї — Полтавській області.
Монету введено в обіг 10 жовтня 2017 року. Вона належить до серії «Області України».

## Опис монети та характеристики
| Номінал грн. | Метал                   | Маса, г | Діаметр, мм | Якість виготовлення       | Гурт                 | Тираж, штук |
| ------------ | ----------------------- | ------- | ----------- | ------------------------- | -------------------- | ----------- |
| 5            | нікелевий сплав, нордик | 9,4     | 28,0        | спеціальний анциркулейтед | секторальне рифлення | 35 000      |

### Аверс
На аверсі монети розміщено: угорі малий Державний Герб України, по колу написи: «НАЦІОНАЛЬНИЙ БАНК УКРАЇНИ» (угорі), «П'ЯТЬ ГРИВЕНЬ» (унизу), праворуч — логотип Банкнотно-монетного двору Національного банку України; у центрі: рік карбування монети — «2017», праворуч від якого — вертикальна орнаментальна смуга; композиція, що символізує область: Спасо-Преображенська церква (с. Великі Сорочинці), будинок водолікарні (м. Миргород); ліра, чорнильниця та перо — символи літературної творчості; ліворуч стилізовано зображено автомобіль КрАЗ `Ураган`, створений на Кременчуцькому автомобільному заводі, — єдиному виробнику вантажівок в Україні; унизу — колосся, гарбуз, виноград, яблуко, куманець (із гончарної столиці України — Опішні).

### Реверс
На реверсі монети зображено герб області, по колу розміщено написи: «ПОЛТАВСЬКА ОБЛАСТЬ» (угорі), «ЗАСНОВАНА У 1937 РОЦІ» (унизу).

## Автори

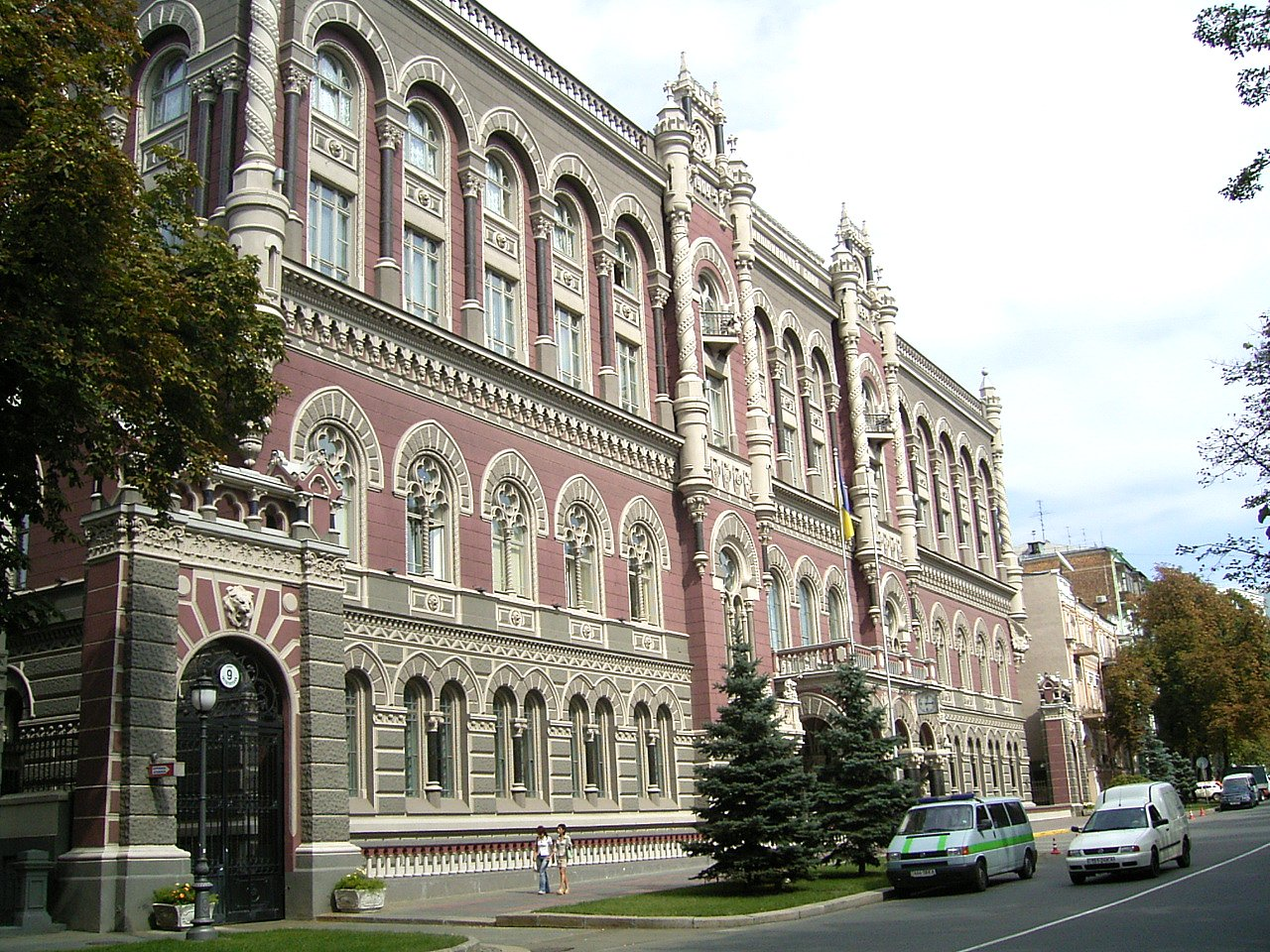
Будівля Національного банку України

- Художник — Іваненко Святослав.
- Скульптор — Іваненко Святослав.

## Вартість монети
Під час введення монети в обіг у 2017 році Національний банк України реалізовував монету через свої філії за ціною 40 гривень.
Фактична приблизна вартість монети, з роками змінювалася так:
| Рік        | 2018 | 2019 | 2020 | 2021 | 2022 | 2023 | 2024 | 2025 |
| ---------- | ---- | ---- | ---- | ---- | ---- | ---- | ---- | ---- |
| Ціна, грн. | 100  | 100  | 100  | 105  | 110  | 170  | 320  | 650  |